# Sveriges hertigdömen
I Sverige har hertigdömen tilldelats i huvudsak icke‐regerande medlemmar av kungahuset under tre perioder: folkungatiden, närmast som en utveckling av den äldre jarlatiteln, vasatid, då manliga medlemmar av kungafamiljen tilldelades hertigdömen med betydande rätt till självstyre, samt sedan 1772, då medlemmar av kungahuset berättigade till att ärva kronan fått sig tilldelade honorära hertigdömen vid födseln.
Från mitten av 1500‐talet angavs ett antal av de svenska landskapen i ceremoniella sammanhang som hertigdömen, medan övriga landskap hade rangen av grevskap. Enligt ett beslut av K. Maj:t på 1880‐talet kan alla de svenska landskapsvapnen krönas med hertigkrona.

## Folkungatiden

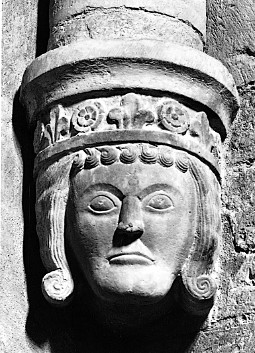
Birger jarl bar själv hertigkrona av kontinentaleuropeisk modell, medan tre av hans söner har ansetts vara först med att officiellt kallas hertig på svenska.

Under Bjälboätten, då utländskt inflytande började visa sig i många avseenden, omtalas hertigdömen för första gången i Sveriges historia. Av ett påvebrev från 1255 känner man att Birger jarl (död 1266) redan då förberedde en delning av riket mellan sina söner. Redan under hans livstid och under den efterföljande tiden till 1275 bar äldste sonen Magnus (1275–1290) titeln Svea hertig (dux sueonum), med vilken följde en ställning, som synes ha motsvarat jarlens. Sedan Magnus 1275 blivit kung, bar hans bror Erik (död 1275) samma titel. Då 1284 Magnus Ladulås äldste son, Birger, på Skänninge möte valdes till kung, blev enligt uppgift Magnus bror Bengt (biskop i Linköping 1286, död 1291) hertig av Finland och hans yngre son Erik (omkring 1282–1318) hertig av Sverige. Den senare var den siste sveahertigen. Vid kung Birgers kröning (1302) tillträdde han förmodligen sitt län, som bestod av Södermanland, med Nyköpings slott, och en del av Uppland. Sannolikt överlämnades samtidigt Egentliga Finland och Tavastland åt hans yngre bror Valdemar (omkring 1285–1318) såsom hertigdöme. I den 1304 utbrutna striden mellan kung Birger och hans bröder indrog Birger hertigarnas län, och trots fördraget i Kolsäter återfick de dem troligen inte förrän på sommaren eller hösten 1305. De efterföljande striderna uppenbarade allt tydligare hertigarnas avsikter att inte endast utvidga sina hertigdömen, utan att även förvandla dem till oberoende besittningar.
Genom freden i Helsingborg 1310, växte hertigdömena ut till ett omfång, som innefattade mer än halva Sverige, och inom detta område blev Erik och Valdemar så gott som självständiga. Därjämte bestämdes att, om en av hertigarna avled, skulle den andre ärva hans besittningar. Hur lite de då ansåg sig beroende av kungen, visade sig 1315, då de, efter att ha ingått äktenskap, delade sina besittningar på fem år genom ett så kallat hävdaskifte sinsemellan. Erik erhöll genom detta (förutom sina besittningar i Danmark och Norge) Västergötland, Dal och Värmland samt de delar av Småland, som nu hör till Kalmar län, varvid Valdemar fick Åbo slott och Tavastehus med största delen av Finland, Stockholms slott med dess fögderi (en del av Uppland) samt Öland. De uppträdde som oberoende furstar, slöt förbund, utövade högsta domsrätten, pålade utomordentliga gärder o.s.v., men deras välde blev inte långvarigt. Vid Nyköpings gästabud (december 1317) fängslades de av kung Birger och avled följande år.
Länge ägde ej heller det hertigdöme bestånd, som kung Magnus Eriksson (1316–1374) år 1353 upprättade av österlanden (Finland) och danska Halland och som han förlänade till den högättade Bengt Algotsson (död 1360) – tre år därefter blev denne störtad.

## Äldre vasatiden
Först i Gustav Vasas (1496–1560) tid upprättades därefter hertigdömen i Sverige. 1556 förlänade kung Gustav åt sin son Johan (1537–1592) Åbo län, Kumogårds län och Åland, vartill 1557 lades Raseborgs län. Sistnämnda år erhöll den äldste sonen Erik (1533–1577), till sitt underhåll Kalmar län, Kronobergs län och Öland, 1559 även Tjusts härad i Småland. Slutligen fastställde kung Gustav genom sitt testamente 1560, vilka delar av riket som skulle tillfalla de yngre sönerna, Magnus (1542–1595) och Karl (1550–1611). 

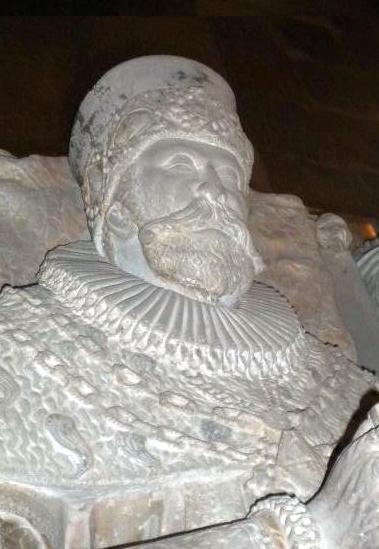
Hertig Magnus och alla hans tre vuxna bröder var hertigar med egen makt.

Åt Magnus bestämdes västra och norra Östergötland, Kinda och Ydre härader i Småland, Sundbo härad i Närke, största delen av Vadsbo, hela Valle och Kåkinds härader i Västergötland samt Dal. Karl fick på sin lott hela Södermanland, utom Södertörn och en del av Väster-Rekarne härad, nästan hela Närke, Värmland, några socknar i Vadsbo härad i Västergötland samt Snevringe härad och 4 socknar i Tuhundra i Västmanland.
Hertigdömena skulle gå i arv på manssidan, men utslocknade denna, skulle länet återfalla till kronan. Vid hans död återförenades Eriks förläning med kronan, men tre hertigdömen återstod. Redan genom sin storlek innebar dessa en fara för den kungliga myndigheten inom riket, och de gjorde det så mycket mera, som Gustaf Vasas testamente lämnade förhållandet mellan kungen och hertigarna tämligen oklart. Bestämt framhölls endast förbudet för hertigarna att sälja, panta eller avstå någon del av sina förläningar samt stadgandet, att dessa endast på manslinjen skulle vara ärftliga. För övrigt likställdes hertigarna på ett betänkligt sätt med kungen. De förra erhöll sina län ”alldeles såsom Gustaf dem på kronans vägnar själf innehaft med deras skillnad och gränser, platt intet undantagande”. Visserligen skulle de inte ha rätt att på eget bevåg företa eller besluta sådana ärenden, på vilka rikets välfärd berodde, såsom krig, fred eller förbund, men denna bestämmelse gällde även kungen och inskränktes dessutom genom tillägget att, om situationen inte medgav att rådslå med de övriga bröderna, så var det var och ens ansvar att på egen hand söka Sveriges rikes och sitt eget gagn och bästa. Tydligen framträder även likställigheten i stadgandet att, om mellan bröderna uppkom tvist, som ej på annat sätt kunde förlikas, så skulle denna hänskjutas till en domstol, sammansatt av några av de förnämaste i riket och utsedd av båda parter. Man må under sådana förhållanden ej undra över, att Erik XIV sökte närmare bestämma och inskränka hertigarnas makt genom de så kallade Arboga artiklar, vilka fullständigt underordnade dem under konungen. De äldre furstarna, Johan och Magnus (Karl var ännu ett barn), underkastade sig ogärna denna stadga; Johan inlät sig, i strid mot dess bestämmelser, på en självständig politik, som dock ledde till hans fängslande och länets indragning till kronan 1563. Sedan Magnus samma år blivit sjuk och snart ur stånd att själv sköta sitt hertigdöme, övertog Erik även dess styre. Det fortsatte emellertid till 1569 att förvaltas särskilt.
Karls hertigdöme innehades av kung Erik under hela hans regering, men dess räkenskaper fördes särskilt. Inget av hertigdömena spelade under de senare åren av Erik XIV:s regering någon historisk roll, men med Johan III:s uppstigande på tronen ändrades förhållandet. Karl tillträdde 1568 sitt hertigdöme och erhöll 1569 kungens konfirmationsbrev på detsamma. 1569–1571 utvidgades det med Valle härad och återstoden av Vadsbo härad i Västergötland. Karls inkomster ökades genom tionden, som förut gått till kronan, och hans rättigheter genom upphävande av Arboga artiklar. Man återkom således till Gustav Vasas testamente som den grundlag, vilken fastställde hertigens rättigheter och skyldigheter mot kungen; men då bestämmelserna i detta testamente var så oklara, uppstod snart åter stridigheter. En av tvisterna gällde besittningen av Strömsholms slott med de delar av Västmanland, som enligt kung Gustavs testamente skulle tillhöra hertigdömet, men till följd av hans muntliga förordnande var anslagna till livgeding åt hans änka Katarina Stenbock (1531–1621). Vid uppgörelsen måste Karl nöja sig med tionden och häradshövdingeräntan av området. Flera av tvistepunkterna gällde de kungliga och hertigliga rättigheternas förhållande till varandra inom furstendömet, såsom rätten att tillsätta lagman och att utkräva rusttjänst av dess adel. Framför allt ökades spänningen mellan bröderna av den liturgiska striden, i vilken Karl och hertigdömets prästerskap ställde sig på en annan ståndpunkt än kungen. För att slita de tvistiga frågorna och kuva den hertigliga makten utfärdade Johan 1582 med de i Stockholm församlade ständernas bifall en stadga om de kungliga och furstliga rättigheterna, som i huvudsak överensstämde med Arboga artiklar, men som aldrig erhöll någon praktisk betydelse. Under den följande tiden blev emellertid förhållandet mellan bröderna än mera spänt, och slutligen föreslog rådet att låta tvistefrågorna avgöras av ständerna. Karl började då visa mera tillmötesgående. En riksdag sammanträdde i Vadstena 1587, och där åstadkoms en förlikning genom underhandlingar mellan kungens och hertigens råd; dock måste hertigen på de flesta punkter ge efter, dock inte i frågan om liturgin. Åter var furstemakten bestämt underordnad den kungliga; men sedan rådsherrarna på mötet i Reval (1589) fallit i onåd och hertig Karl blivit förlikad med kungen, uppgav denne det mesta av sina förra anspråk. Sigismund (1566–1632) bekräftade sedermera 1594 Karls rättigheter enligt Gustav Vasas testamente och länsbrev.
Fastän hertig Karl mer än någon annan borde ha insett vådan av hertigdömen, utdelade han även själv sådana. Åt Gustav II Adolf (1594–1632) inrymdes 1609 en del av Västmanland som hertigdöme. Sedan förläningen 1610 blivit utökad, sträckte den sig över större delen av detta landskap samt delar av Dalarna, men liksom den åt hertig Erik 1557 givna förläningen var den av annan natur än de egentliga hertigdömena. Den återförenades 1611 med kronan genom Gustaf Adolfs uppstigande på tronen. Ännu återstod dock två hertigdömen. Hertig Johan (1589–1618), Johan III:s son, mottog 1606 styrelsen av ett hertigdöme, som bestod av nästan samma delar, som det Magnus förut innehaft (Vadsbo och Valle erhöll han inte, utan i stället några härader i Östergötland samt Läckö län). År 1609 utbytte han Dal och Läckö län mot Stegeborgs län. På riksdagen i Nyköping 1611 utvidgades hans område med Vartofta, Gudhems, Frökinds och Vilske härader i Västergötland. I sitt hertigdöme hade Johan enligt donationsbrevet 1609 de rättigheter, som kung Gustavs testamente medgav; och så var även förhållandet med Karl Filip (1601–1622), som från 1611 innehade sin faders, Karl IX :s, hertigdöme med något ändrade gränser.

## Stormaktstiden
Mellan hertigarna och Gustav II Adolf förekom tvister om den adliga rusttjänsten, men dessa ledde ej till några farliga följder. Hertigarna avled tidigt, varefter deras förläningar hemföll till kronan.
Karl X Gustavs (1622–1660) far Johan Kasimir av Pfalz-Zweibrücken (1589–1652) och dennes ättlingar, hade som underhållslän Stegeborgs slott med landet omkring Slätbaken och Söderköping (1622–1689). Detta var dock ingen förläning och den omfattades inte av någon hertigtitel. Utan man hade fått detta för den uteblivna brudskatten då Johan Kasimir gifte sig med Gustav II Adolfs syster Katarina Vasa.

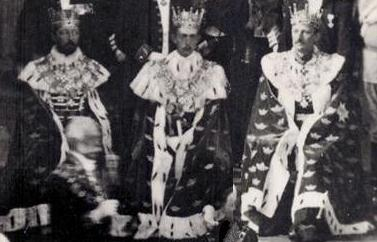
Svenska hertigar (kungliga prinsar) i furstemantlar och hertigkronor vid Riksdagens högtidliga öppnande 1905.

## Modern tid
Med 1772 års regeringsform införde kung Gustav III möjligheten att tilldela svenska kungliga prinsar hertigtitlar, ”som i urgammal bruk varit”. Regeringsformen stadgade samtidigt att en sådan titel inte medförde ”någon rättighet på de provinser, vilkas namn de bära”. Gustav III:s bröder upphöjdes till hertigar i samband med kungens kröning. Sedan dess har den svenske kungen tilldelat hertigtitlar till prinsar som är arvsberättigade till tronen. Sedan kvinnlig tronföljd införts 1980 har även prinsessorna tilldelats hertiginnetitlar. Hertigdömena, som är rent honorära, utgörs av svenska landskap.